# Bulbophyllum stictosepalum
Bulbophyllum stictosepalum är en orkidéart som beskrevs av Rudolf Schlechter. Bulbophyllum stictosepalum ingår i släktet Bulbophyllum och familjen orkidéer. Inga underarter finns listade i Catalogue of Life.